# Ctenidium reduncum
Ctenidium reduncum là một loài Rêu trong họ Hypnaceae. Loài này được Schimp. ex Mitt. mô tả khoa học đầu tiên năm 1869.